# Benning W. Jenness
Benning W. Jenness (Deerfield, 1806. július 14. – Cleveland, 1879. november 16.) az Amerikai Egyesült Államok szenátora (New Hampshire, 1845–1846).